# Iglesia de San Macuto (Roma)
La iglesia de San Macuto es un templo católico situado en Roma, en el Rione III-Colonna, ya mencionado a finales  del siglo XII.

## Historia
Es mencionado en 1192, dentro de un listado de iglesias romanas. La iglesia estaba ya entonces dedicada al obispo bretón (en francés, Saint Malo). Hacia mediados del siglo XIII, en 1254, Inocencio IV otorgó una bula previendo su desaparición. Por entonces, el templo dependía del cardenal del título de San Marcelo.
Finalmente, en 1279, parte del terreno que pertenecía al templo de San Macuto., situado en frente de este, fue dado a los padres dominicos que acababan de asentarse en Roma. Esto permitió la construcción de su convento de Santa María sopra Minerva cuyo flanco norte se encontraba frente a la iglesia de San Macuto. 
A mediados del siglo XV era parroquia. En 1472, en régimen de encomienda, el beneficio de la parroquia fue dado a Pedro Fernández de Solís, obispo de Tuy. Ocho años después la iglesia volvió a reunirse al título cardenalicio de San Marcelo. 
Ya en el siglo XVI, León X, otorgaría la parroquia al capítulo de la Basílica de San Pedro del Vaticano en 1516. Desde entonces y por la construcción en las cercanías de grandes palacios, la parroquia fue perdiendo parroquianos.
Por este motivo en 1538, el capítulo de San Pedro decidió que la iglesia fuese sede de la Congregación de los Bergamascos (Congregazione dei Bergamaschi). A mediados de siglo, se decidió su reconstrucción debido a su mal estado, finalizando esta en 1578. Los trabajos fueron encargados al arquitecto Martino Lunghi el Viejo, arquitecto también de la romana Chiesa Nuova.
Tras el fin de su reconstrucción, se colocó la reliquia de la cabeza de San Macuto, titular del templo, en el altar mayor.
En 1588 perdió su condición de parroquia, pasando sus parroquianos a repartirse entre las de San Stefano del Cacco, Santa Maria in Aquiro y Santa Maria sopra Minerva.
En 1725, la iglesia pasaría a ser capilla pública del Seminario Romano y  Colegio de Nobles, instituciones regentadas por la Compañía de Jesús e instaladas en el palacio Gabrielli-Borromeo, contiguo al templo.

## Descripción
Cuenta con una pequeña fachada a la plaza a la que da nombre. La fachada es de gusto clasicizante. El templo es de una sola nave, con una bóveda acañonada. En su decoración, el interior presenta el aspecto derivado de las reformas de los jesuitas a mediados del siglo XVIII.

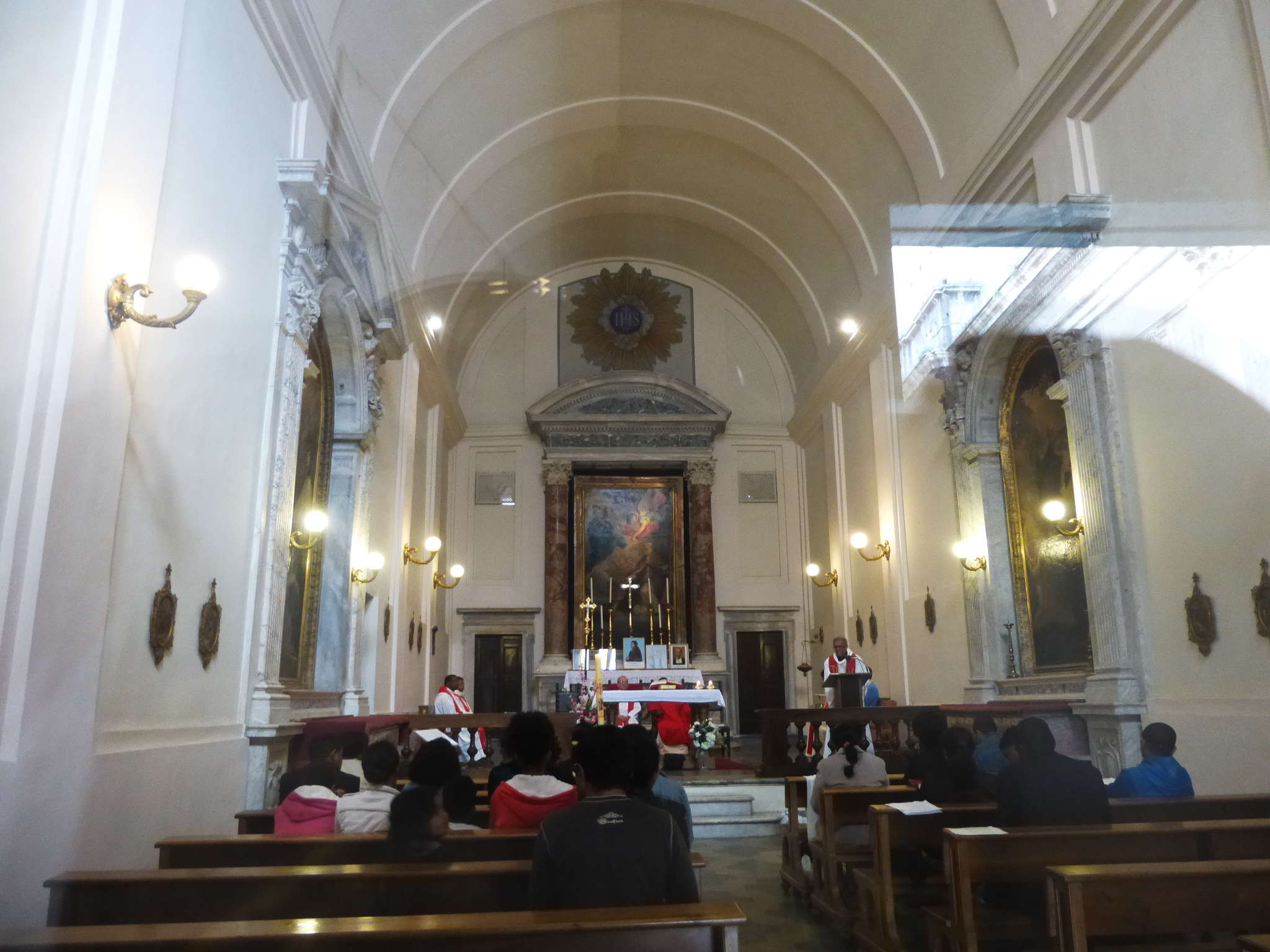
Vista del interior de la iglesia

Cuenta con un altar mayor con retablo de ricos mármoles, alzado sobre un presbiterio elevado. Así mismo en el tercio de la nave cercano al presbiterio presenta sendos altares laterales, estando dedicado el del lado del Evangelio a San Luis Gonzaga; y el del lado de la Epístola a San José. Los altares laterales son muestra de su función como capilla de las dos instituciones jesuitas albergadas en el palacio Gabrielli-Borromeo, al ser Luis Gonzaga un santo jesuita patrono de la juventud (por el cariz educativo del Seminario Romano y del Colegio de Nobles) y San José como protector y patrono del Colegio de Nobles.